# Anthony Mann
Anthony Mann, nascido Emil Anton Bundmann, (San Diego, 30 de junho de 1906 — Berlim, 29 de abril de 1967) foi um actor e realizador de cinema estadunidense.
Começou a sua carreira como actor em Nova Iorque, na Broadway, onde se tornou também encenador. Em 1938, mudou-se para Hollywood, onde se juntou aos estúdios de David O. Selznick. Tornou-se assistente de realização em 1942, ao dirigir trabalhos de baixo orçamento para a RKO e para a Republic Films. Os seus primeiros filmes pertenciam ao género do film noir, como Desperate, Railroaded!, T-Men e Raw Deal. Estes filmes são, geralmente, bem considerados pelos cinéfilos da actualidade ainda que o que tenha dado fama a Mann tenham sido os seus filmes Western, principalmente um ciclo protagonizado por James Stewart, a partir da década de 1950: Winchester '73 (1950) (pt: Montana Winchester), Bend of the River (1952), The Naked Spur (1953), The Far Country e The Man from Laramie (ambos de 1955). Outro western famoso de Mann é Man of the West (1958), com Gary Cooper.
Mann é geralmente elogiado pela sensibilidade visual com que tratava a paisagem do oeste americano, dando-lhe um significado especial, ligado ao drama humana que é objecto dos seus filmes. Os temas preferidos de Mann aproximam-se dos da Tragédia Grega, envolvendo heróis angustiados tentando resolver os seus dolorosos e confusos problemas pessoais.
Na década de 1960, Mann deixou de lado os Westerns para se concentrar na realização de dois filmes épicos para o produtor Samuel Bronston: El Cid (1961) (pt: El Cid, o Campeador) - e The Fall of the Roman Empire (1964) (pt: A queda do Império Romano), exemplos notáveis da forma como Mann conseguia aliar o drama humano, numa perspectiva épica, onde a paisagem e a arquitectura estabelecem uma relação íntima com o drama das personagens.
Anthony Mann realizou a primeira hora de Spartacus, que foi terminado por Stanley Kubrick, depois de divergências com o protagonista e produtor do filme Kirk Douglas.
Foi casado com a actriz espanhola Sara Montiel, que dirigiu em Serenade (1956).
Morreu de um ataque cardíaco em 1967 em Berlim durante a rodagem do filme de espionagem A Dandy in Aspic. O filme foi, depois, terminado por Laurence Harvey, que pertencia ao casting.
Pelas suas contribuições para a indústria cinematográfica, Anthony Mann teve direito a uma estrela no Passeio da Fama, de Hollywood, em 6229 Hollywood Blvd.

## Filmografia
- A Dandy in Aspic (1968) também produtor
- The Heroes of Telemark (pt: Os Heróis de Telemark) (1965)
- The Fall of the Roman Empire (br/pt: A queda do Império Romano) (1964)
- El Cid (br: El Cid / pt: El Cid, o Campeador) (1961)
- Cimarron (1960)
- Man of the West (br/pt: O homem do oeste) (1958)
- God's Little Acre (pt: Tentação!) (1958)
- The Tin Star (br: O homem dos olhos frios / pt: Sangue no deserto) (1957)
- Men in War (pt: Os que sabem morrer) (1957) também produtor
- Serenade (pt: Serenata) (1956)
- The Last Frontier (1955) (O Tirano da FronteiraBR)
- The Man from Laramie (br.: Um certo capitão Lockhart / pt: O homem que veio de longe) (1955)
- Strategic Air Command (pt: Asas no espaço) (1955)
- The Far Country (br.: Região do Ódio / pt: Terra distante) (1954)
- The Glenn Miller Story (br.: Música e Lágrimas / pt: A história de Glenn Miller) (1953)
- Thunder Bay (pt: A Baía das Tomentas) (1953)
- The Naked Spur (pt: Esporas de aço) (1953)
- Bend of the River (br.: E o sangue semeou a terra / pt: Jornada de heróis) (1952)
- The Tall Target (1951)
- Devil's Doorway (pt:O Caminho do Diabo) (1950)
- The Furies (pt: Almas em fúria) (1950)
- Winchester '73 (br.: Winchester '73 / pt: Montana Winchester) (1950)
- Side Street (1950)
- Border Incident (1949)
- Reign of Terror (pt: No reino do terror) (1949)
- Follow Me Quietly (1949) também argumentista - não creditado
- He Walked by Night (1948) - não creditado
- Raw Deal (1948)
- T-Men (1947)
- Railroaded! (1947)
- The Bamboo Blonde 1946
- Strange Impersonation 1946
- Two O'Clock Courage 1945
- Sing Your Way Home 1945
- The Great Flamarion 1945
- Strangers in the Night 1944
- My Best Gal 1944
- Nobody's Darling (br: Órfãos da Fama) 1943
- Moonlight in Havana 1942
- Desperate (pt: O desesperado) (1947) também argumentista
- Dr. Broadway (1942)
- The Streets of New York 1939 - para a TV